# Qi Gong (kalligraaf)

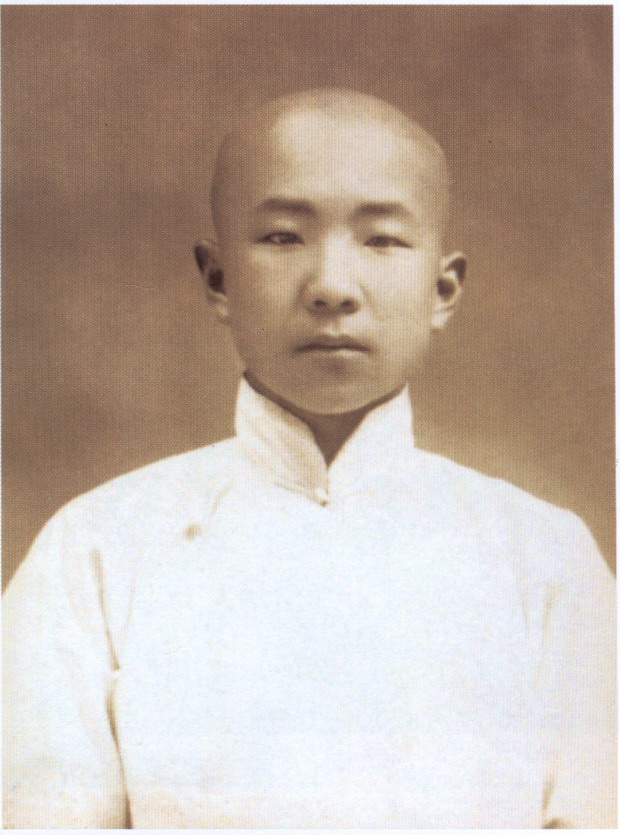
Qi Gong in 1930

Qi Gong (26 juli 1912 – 30 juni 2005) was een Chinese hoogleraar, aanvankelijk bekend van zijn schilderkunst, maar later vooral als kalligraaf.
Hij was ook bekend onder zijn volledige naam Aisin Gioro Qi Gong. Aisin Gioro is de naam van een clan uit de Chinese Qing-dynastie (1644-1911). Als pseudoniem gebruikte hij de naam 'Yuan Bai'.
Qi Gong was meer dan zestig jaar hoogleraar in de klassieke Chinese taal en literatuur aan de Pedagogische Universiteit van Peking (Beijing Normal University). Hij heeft boeken over de theorie en praktijk van het kalligraferen en de schrijfstijl van oude Chinese karakters geschreven. Zijn werk is terug te vinden bij veel bezienswaardigheden in China en in vele boeken.